# Fujiwara no Fuhito
Pour les articles homonymes, voir Fujiwara (homonyme).
Fujiwara no Fuhito (藤原不比等, 659-720) est un membre puissant de la cour impériale du Japon pendant les périodes Asuka et Nara. Il est le second fils de Fujiwara no Kamatari. Il a des fils avec deux femmes différentes qui ont tous fondés d'importantes lignées du clan Fujiwara. Il eut 4 filles, dont l'une est devenue la femme de l'empereur Mommu.
Il joue un rôle dans l'établissement des lois d'état (ritsuryō) et participe à la rédaction du code de Taihō. Il participe aussi à la révision du code Yōrō (Yōrō Ritsuryō) mais il meurt avant la fin de ce projet, pendant l'été 720.
Épouses et descendance :
- Soga no Shōshi(Masako), fille de Soga no Murajiko, mère de
  - Muchimaro (680-737), fondateur de la branche Nanke
  - Fusasaki (681-737), fondateur de la branche Hokke
  - Umakai (694-737), fondateur de la branche Shikike

- KamoHime, fille de Kamo no Emishi, mère de
  - Miyako, morte en 754, impératrice de l'empereur Mommu, mère de l'empereur Shōmu
  - Nagako, mariée au prince Nagaya, petit-fils de l'empereur Temmu

- Fujiwara no Ioe no Iratsume, fille de Fujiwara no Kamatari et veuve de l'empereur Temmu, mère de 
  - Maro (695-737), fondateur de la branche Kyoke

- Agatainukai-no-Tachimana no Michiyo, morte en 733, mère de
  - Asukabe-hime, née 701, morte 760, impératrice Kōmyō; mariée à l'empereur Shōmu, son neveu; mère de l'impératrice Koken
  - Tabino, mariée à Tachibana no Moroe